# Tessellota cancellata
Tessellota cancellata là một loài bướm đêm thuộc phân họ Arctiinae, họ Erebidae.